# هانس والا
هانس والا (انگلیسی: Hans Valla؛ زادهٔ ۱ مهٔ ۱۹۰۹) وزنه‌بردار اهل اتریش بود.
وی در مسابقات کشوری و بین‌المللی در مجموع برندهٔ ۱ مدال برنز شده‌است.